# Белорусско-нидерландские отношения
Белорусско-нидерландские отношения — двусторонние дипломатические отношения между Республикой Беларусью и Королевством Нидерландов. Обе страны установили дипломатические отношения в 1992 году. Беларусь имеет посольства и консульства в Гааге. Нидерланды представлены в Беларуси через свое посольство в Варшаве (Польша) и через консульство в Минске. Обе страны являются полноправными членами Организации по безопасности и сотрудничеству в Европе. 24 марта 2012 года исполнилось 20 лет с момента установления дипломатических отношений между Республикой Беларусь и Королевством Нидерландов.
В сентябре 2009 года в рамках 64-й сессии Генеральной Ассамблеи ООН в Нью-Йорке состоялась первая в истории двусторонних отношений встреча руководителей внешнеполитических ведомств Беларуси и Нидерландов. По запросу Нидерландов, Европейский союз принял решение в октябре 2008 года смягчить визовые ограничения для белорусских граждан, но некоторые другие ограничения остались, такие как замороженные белорусские финансовые активы. Также нидерландское правительство выступает против нормализации отношений между Беларусью и Европейским союзом.
Голландцы выступали против приглашения президента Лукашенко принять участие в саммите в мае 2009 года в Вене, где программа «Восточного партнерства» должна была быть запущена; больше всех этой идее противился нидерландский министр иностранных дел Максим Верхаген, по словам которого «Лукашенко не тот человек, которому можно подать руку».
Пока нет прямых межправительственных контактов, и голландское Министерство иностранных дел говорит, что не существует «интенсивных культурных связей» между двумя странами, все же отношения между двумя странами существуют на разных уровнях.

## Помощь белорусским детям
Например, на протяжении многих лет дети, которые страдают от последствий Чернобыльской катастрофы побывали на отдыхе за рубежом, около 1500—2000 из которых бывали ежегодно в Нидерландах. В 2008 году Беларусь отказалась дать визу для детей, после того как 16-летняя белорусская девушка подала заявление о предоставлении убежища в Соединенных Штатах. Беларусь также заявила, что некоторые дети не вернулись из отпусков в США и Италии. Организация, которая отвечает за проживание этих детей в Нидерландах, оказывала давление на белорусское посольство в Гааге, чтобы вновь открыть границы. После нескольких месяцев переговоров между двумя странами на Рождество 2008 года было сделано объявление о том, что группе детей было разрешено провести Рождество в Нидерландах, а запрет на поездки был отложен до 20 января 2009 года.
После подписания в апреле 2009 года Соглашения между Правительством Республики Беларусь и Правительством Королевства Нидерландов об условиях оздоровления несовершеннолетних граждан Республики Беларусь возобновились программы оздоровления белорусских детей в Нидерландах. Только в 2012 году в них приняли участие 1050 белорусских детей.

## Реакция на президентские выборы 2006 года в Беларуси
События, связанные с белорусскими президентскими выборами 2006 года, которые широко критиковались европейскими странами и США, добавили напряженности в уже сложных отношениях между странами. Несколько нидерландских политиков, которые должны были наблюдать за выборами, но чьи визы были аннулированы, протестовали на границе Беларуси.
Последствия выборов привели к аресту многих белорусских студентов, и некоторые из них потеряли свои паспорта. Просьба одной политической партии к нидерландскому правительству ослабить требование паспортов для таких студентов, было отказано нидерландским министром интеграции и иммиграции Ритой Вердонк, хотя она пообещала оказывать политическое давление на правительство Беларуси, если оно откажется дать разрешение тем студентам выезжать за границу. Нидерланды сделали попытку оказать давление на правительство Беларуси, например, министр иностранных дел убедил Европейский Союз бойкотировать планируемую конференцию Интерпола в Минске. Группа лиц в Нидерландах, тем временем, протестовала против того, что они называли «отсутствием политической и религиозной свободы в Беларуси».

## Внешняя торговля
Нидерланды — один из крупнейших внешнеторговых партнёров Республики Беларусь.
Крупнейшие позиции белорусского экспорта в Нидерланды в 2017 году:
- Нефтепродукты (454,2 млн долларов);
- Битумные смеси на природных минеральных смолах (382 млн долларов);
- Прутки горячекатаные из нелегированной стали в бухтах (97,8 млн долларов);
- Соединения с функциональной нитрильной группой (26,2 млн долларов);
- Ручные пилы и полотна для пил (15,2 млн долларов);
- Продольно-распиленные лесоматериалы (14,8 млн долларов);
- Синтетические комплексные нити (12,8 млн долларов);
- Мебель (12,2 млн долларов);
- Шины (10,2 млн долларов).

Крупнейшие позиции белорусского импорта из Нидерландов в 2017 году:
- Тракторы и седельные тягачи (53,5 млн долларов);
- Насосы жидкостные (22,2 млн долларов);
- Насосы воздушные и вакуумные, компрессоры и вентиляторы (21,6 млн долларов);
- Вакцины, сыворотки (12,8 млн долларов);
- Живые растения прочие, черенки и отводки, мицелий гриба (11,2 млн долларов).